# Dialekty karynckie
     Karyncka grupa dialektów

Dialekty języka słoweńskiego
Karyncka grupa dialektów

Dialekty karynckie (słoweń. koroška narečna skupina, koroščina) – jedna z siedmiu najczęściej wyróżnianych grup dialektów słoweńskich. Dialekty karynckie zajmują terytorium północnego zachodu Słowenii, a także część austriackiej Karyntii. Szczególnie wyróżnia się zachowany na terytorium Włoch peryferyjny dialekt rezjański, zaliczany niekiedy do dialektów karynckich.

## Cechy językowe
Dialekty karynckie wyróżniają się następującymi cechami językowymi:
- Podobnie jak w dialektach goreńskich i doleńskich, w sylabach długich rozróżniana jest intonacja akutowa i cyrkumfleksowa[1].
- Prasłowiańskie jery *ъ, *ь dały w sylabach długich e, a w krótkich ə (szwę), przy czym gwary podjuńskie mają jeszcze szerszy odpowiednik, bo a: mâχ, dân, pəs[1].
- Ważnym archaizmem jest częściowe zachowanie samogłosek nosowych, np. w dialekcie podjuńskim pą̈t, zǫb < psł. *pętь, *zǫbъ, często też jest zachowany rezonans nosowy, jak np. srènča wobec literackiego sreča < psł. *sъręťa[1].
- Innym ważnym archaizmem, wiążącym dialekty karynckie z językami zachodniosłowiańskimi, jest zachowanie grup tl i dl, np. w dialekcie zilskim używanym nad rzeką Gail (słoweń. Zilja) krìdu̯o, jẹ̀du̯a < psł. *kridlo, *jedla[1].

Dialekty karynckie wyróżniają się także pod względem archaizmów leksykalnych, należą do nich np. ol ‘piwo’, sət ‘plaster miodu, wosku, węza’, sǫ̂ad ‘ul’ < psł. *olъ, *sъtъ, *sǫdъ. Szereg wyrazów typowo karynckich przeniknął także do języka literackiego, np. vigred ‘wiosna’, šivilja ‘szwaczka’.

## Podział
Wśród karynckich dialektów języka słoweńskiego wyróżnia się zwykle pięć dialektów:
- dialekt zilski (dolina nad rzeką Gail),
- dialekt rożański (dolina rzeki Rož),
- dialekt podjuński (Podjunje),
- dialekt remsznicki (góry Remšnik),
- dialekt meżański (dolina rzeki Meža).